# Valea Bună
Valea Bună – wieś w Rumunii, w okręgu Mehedinți, w gminie Voloiac. W 2011 roku liczyła 356 mieszkańców.